# Polyptychoides mbarikensis
Polyptychoides mbarikensis là một loài bướm đêm thuộc họ Sphingidae. Nó được tìm thấy ở dãy núi Mbaraki in the Morogoro Province của Tanzania.